# Pterocarya stenoptera
Pterocarya stenoptera är en valnötsväxtart som beskrevs av C. Dc. Pterocarya stenoptera ingår i släktet vingnötter, och familjen valnötsväxter. Inga underarter finns listade i Catalogue of Life.

## Bildgalleri

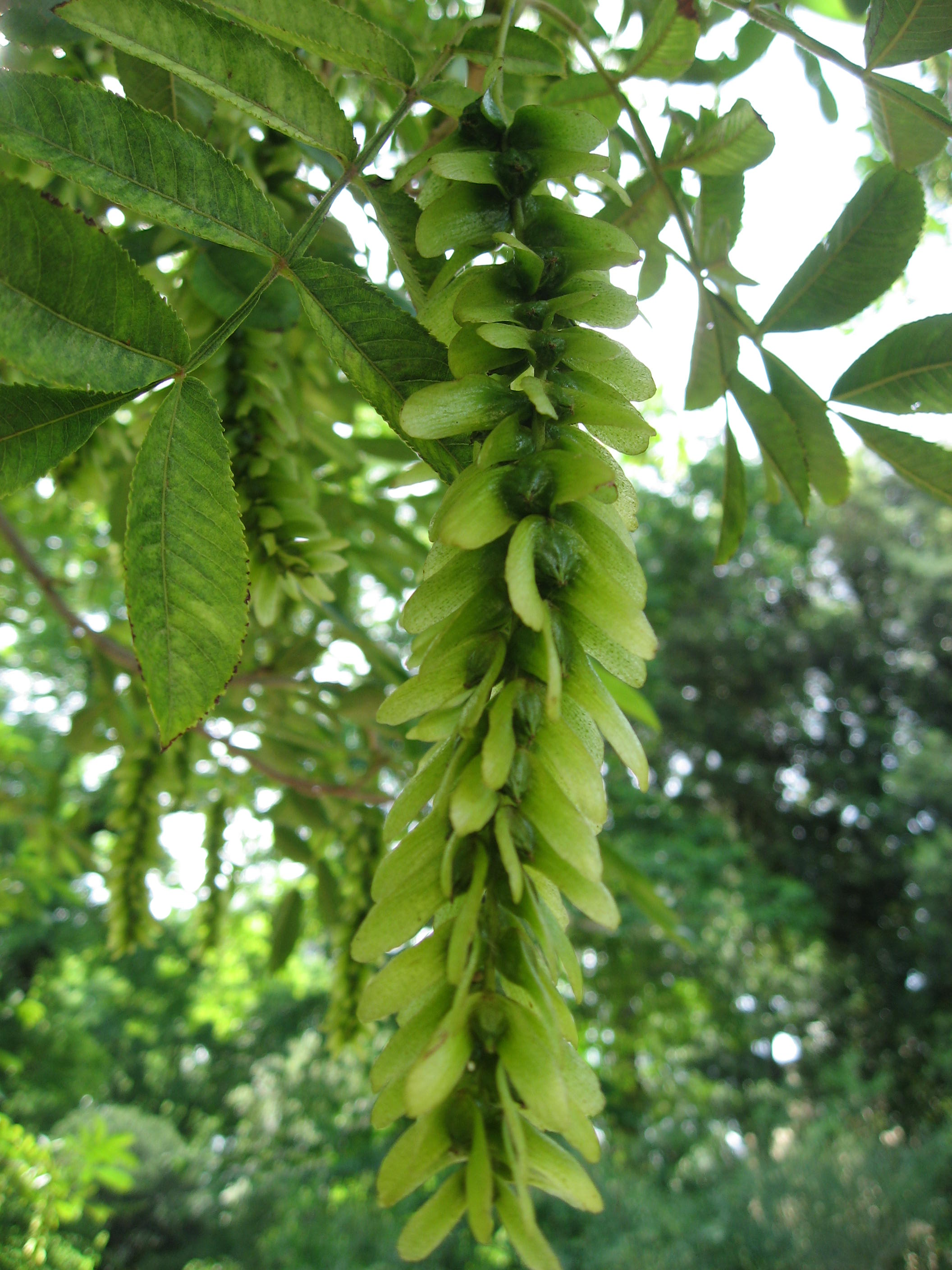
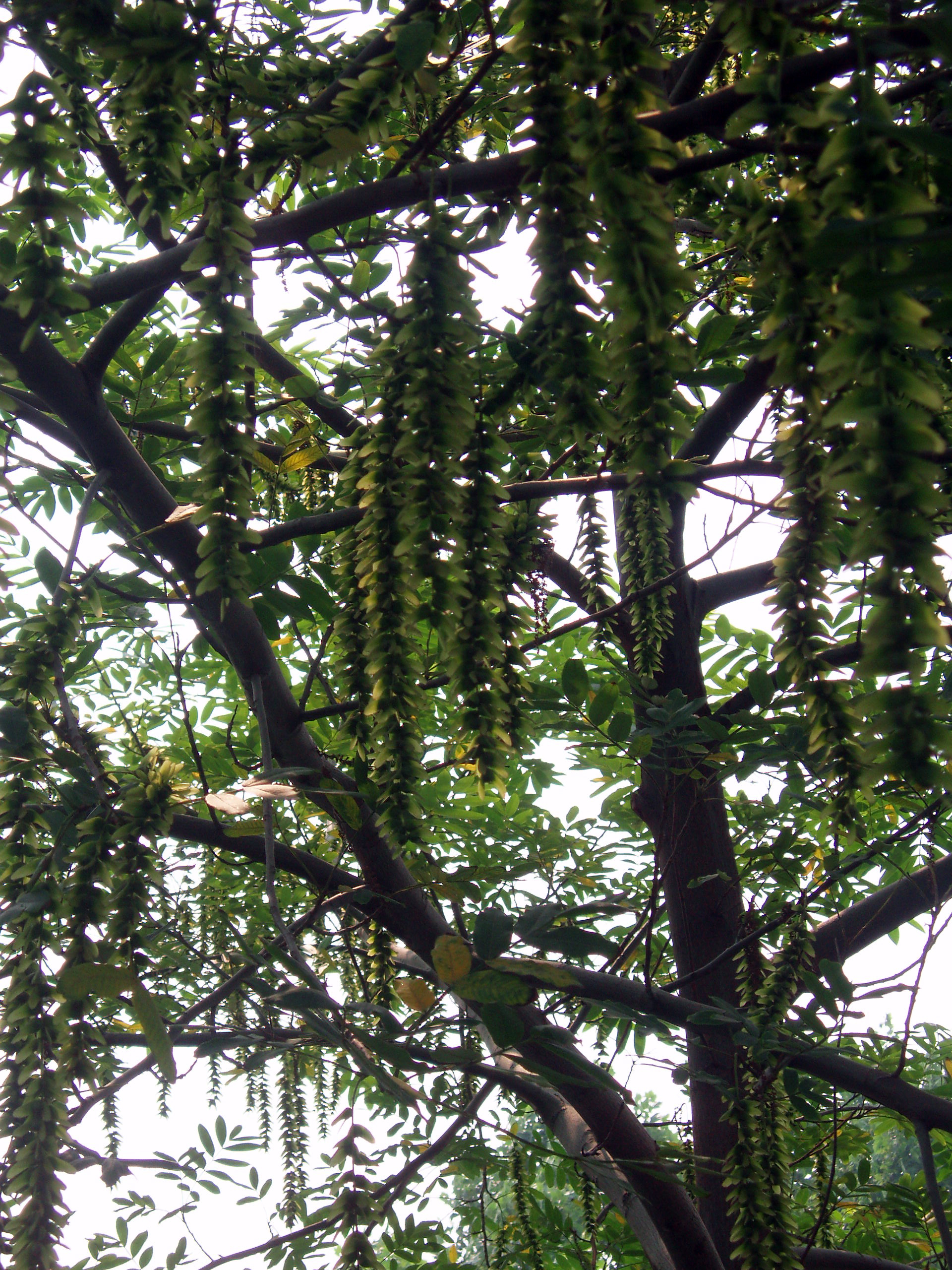
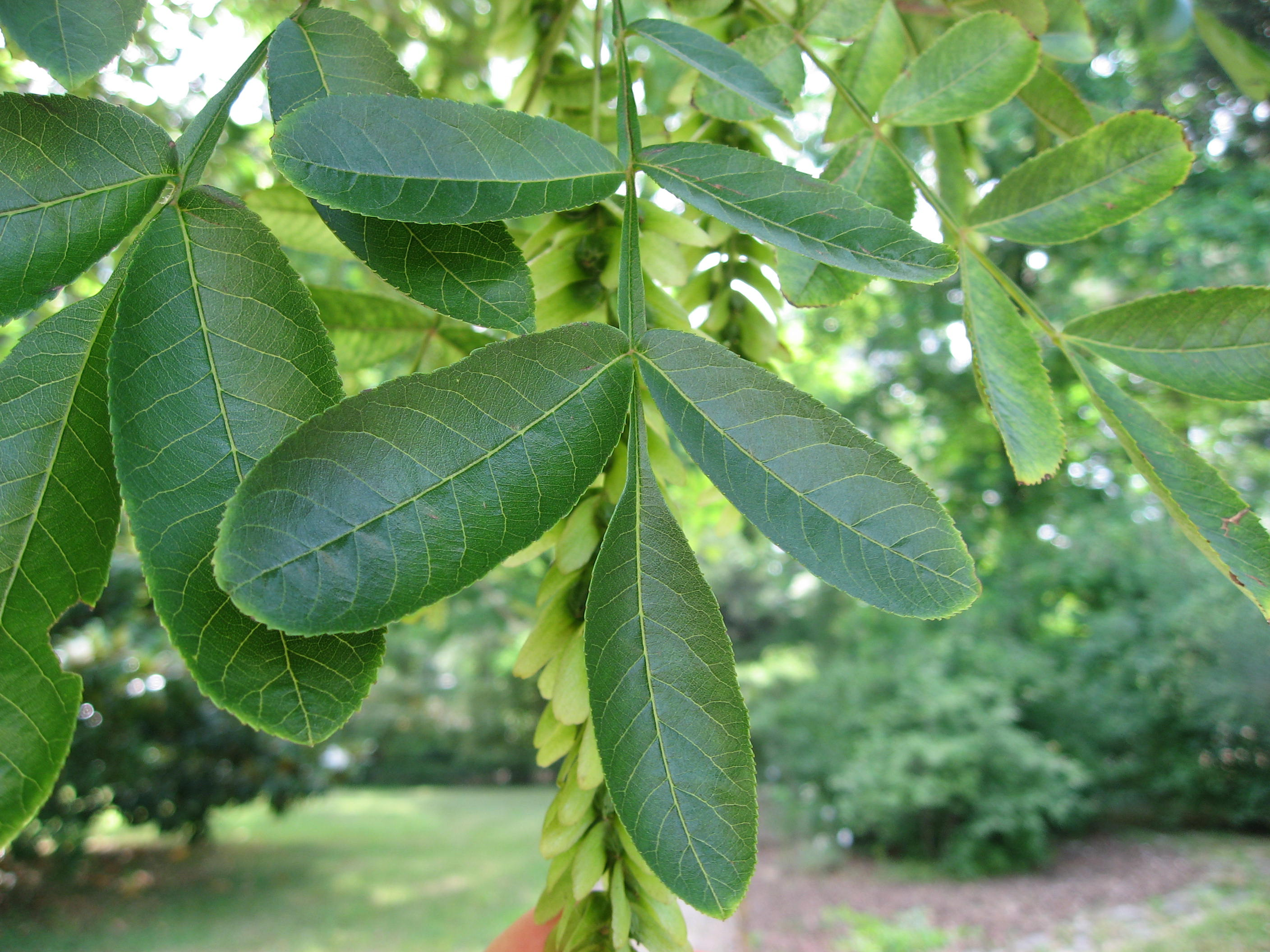
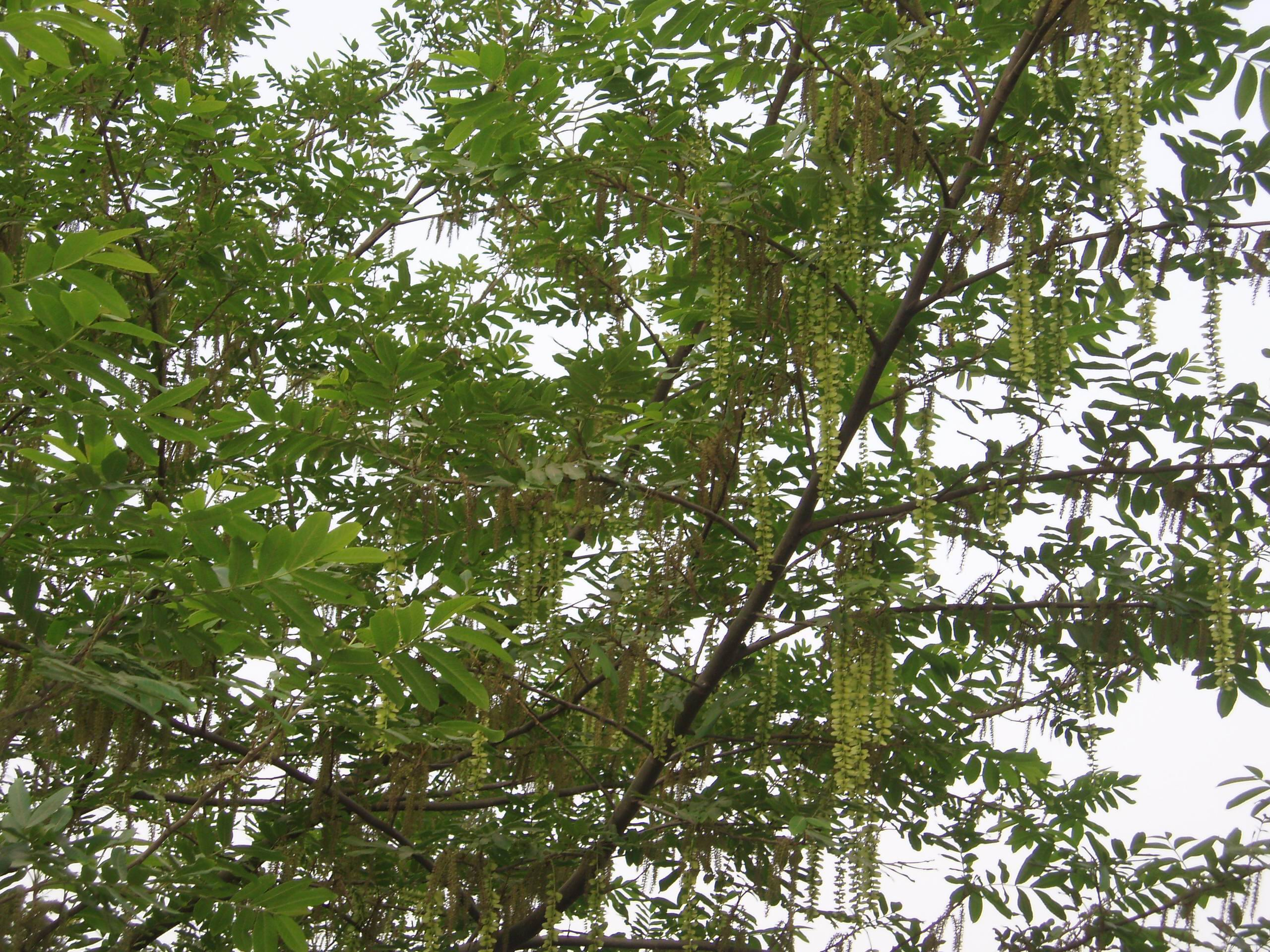
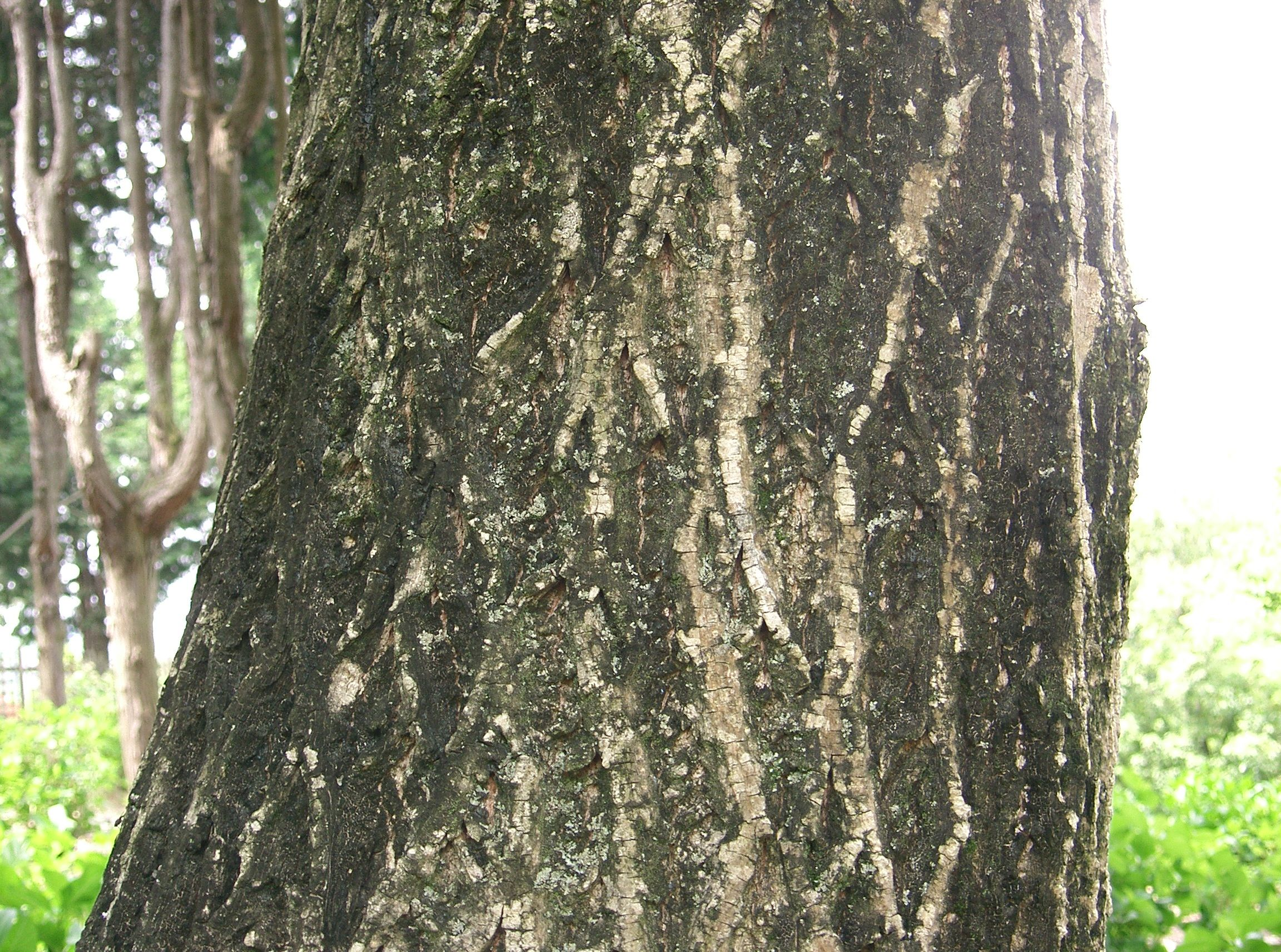
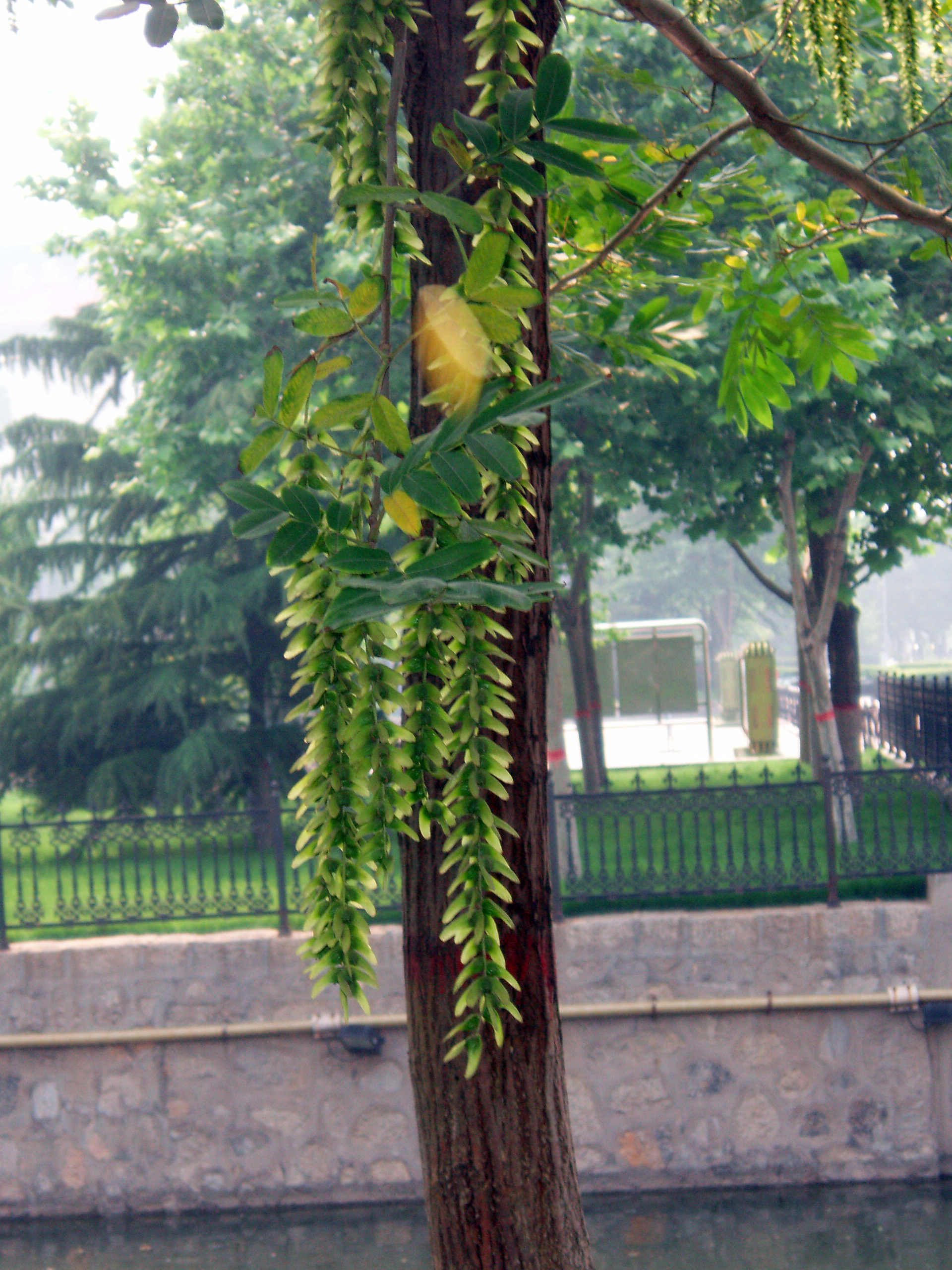